# Parque Agustín Ross

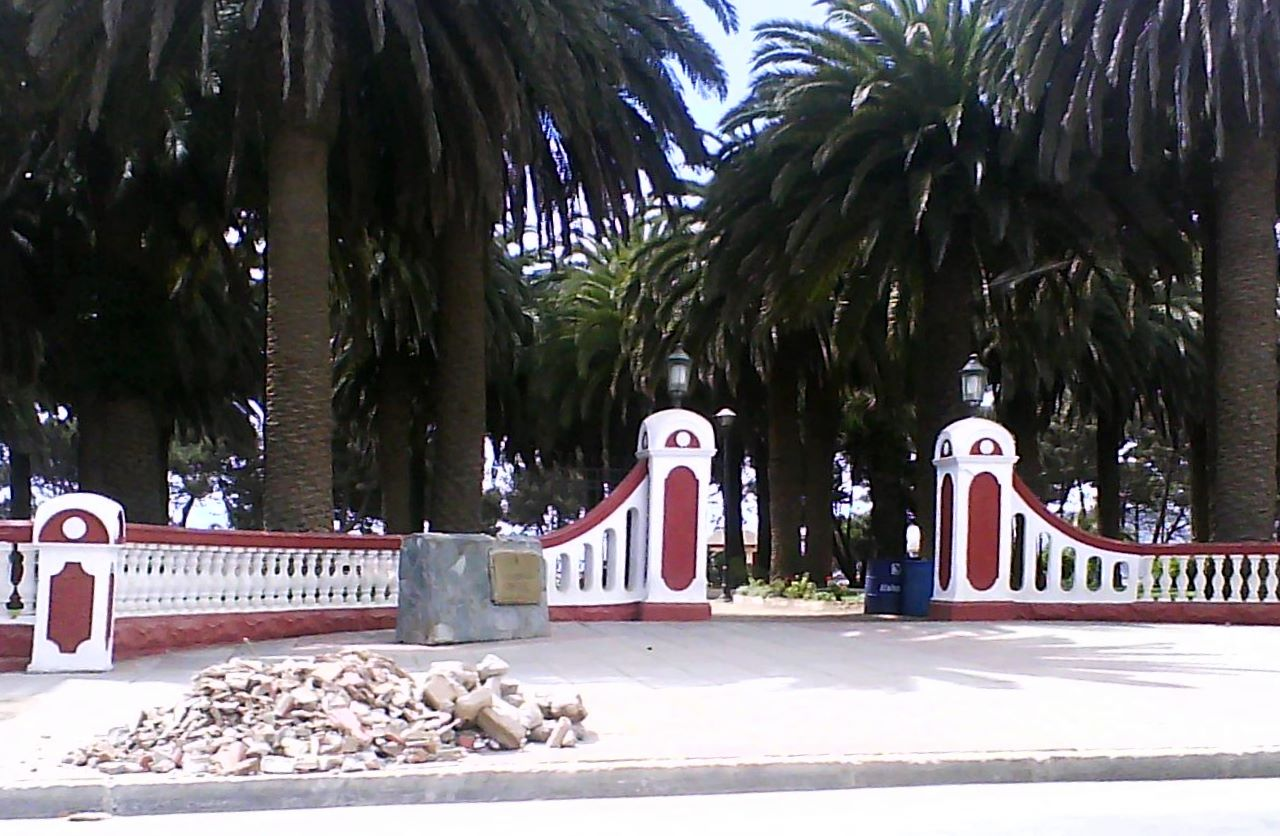
Entrada para o Parque Ross, em 2010.

O Parque Agustín Ross  é um parque  localizado no Avenida Agustín Ross, em frente ao antigo Casino Ross em Pichilemu. É um Monumento Nacional do Chile.
O parque possui palmeiras nativas chilenas (Phoenix canariensis) originais de 100 anos de idade e muitos espaços verdes, e sua recente restauração tornou-se num destino atraente. A maioria dos casarões no parque são utilizados como residências privadas.
Tanto o parque e o antigo cassino foi nomeado Monumento Nacional em 25 de fevereiro de 1988.
O Parque foi severamente danificado após o terramoto de Pichilemu de 2010, destruindo todos os balaustres em torno do parque.